# Darois
Darois é uma comuna francesa na região administrativa da Borgonha-Franco-Condado, no departamento de Côte-d'Or. Estende-se por uma área de 8,03 km². Em 2010 a comuna tinha 505 habitantes (densidade: 62,9 hab./km²).